# Sarcophaga hirtipes
Sarcophaga hirtipes är en tvåvingeart som beskrevs av Christian Rudolph Wilhelm Wiedemann 1830. Sarcophaga hirtipes ingår i släktet Sarcophaga och familjen köttflugor. Inga underarter finns listade i Catalogue of Life.